# 기초과학연구원 연구단 목록

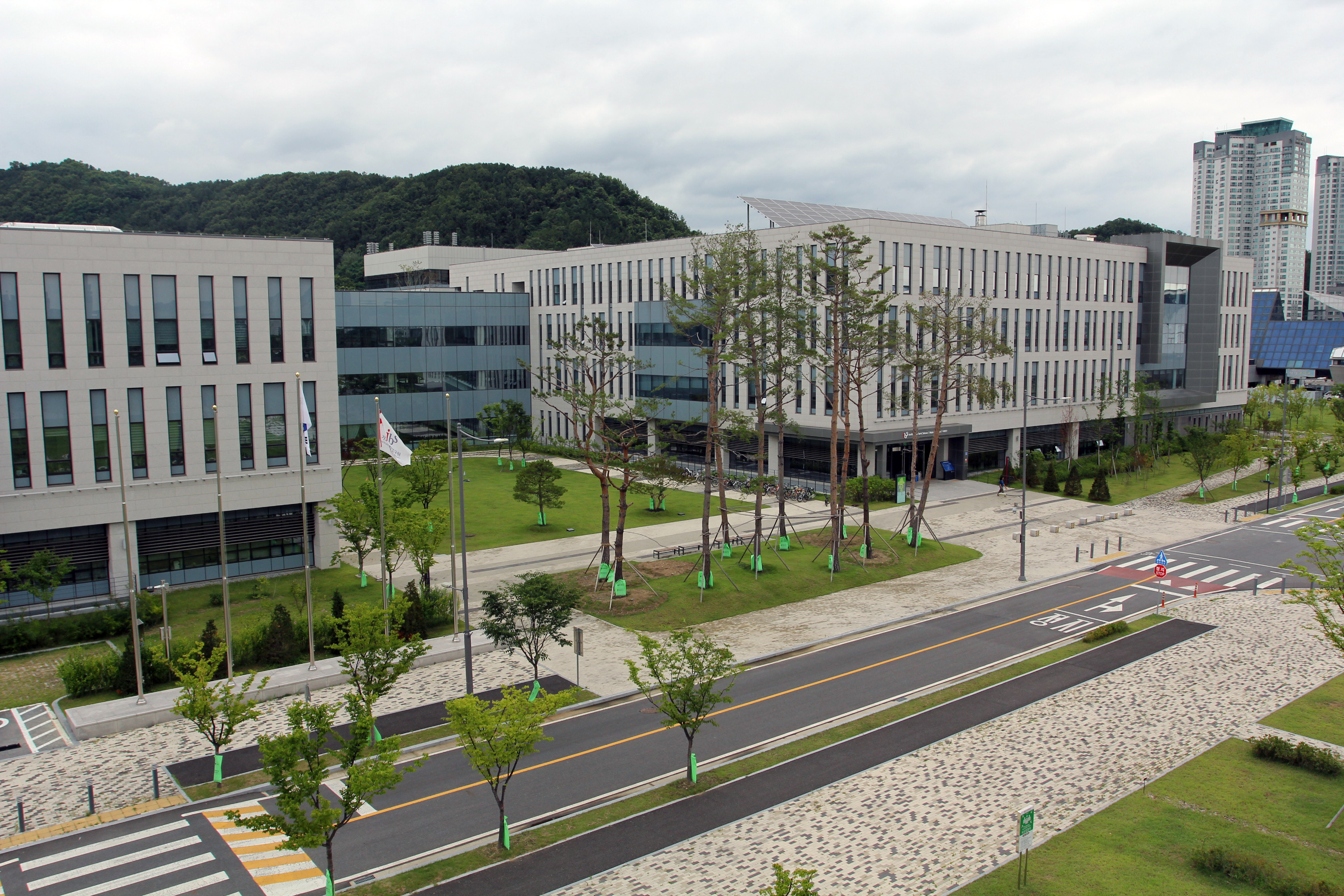
IBS 본원

기초과학연구원 산하에 2020년 1월 기준 30개의 연구단이 있다. 연구단들은 6개의 연구 분야로 나누어져 있다.
- 물리학
- 화학
- 생명 과학
- 학제간 연구
- 수학
- 지구과학

## 본원, 캠퍼스, 외부 연구단

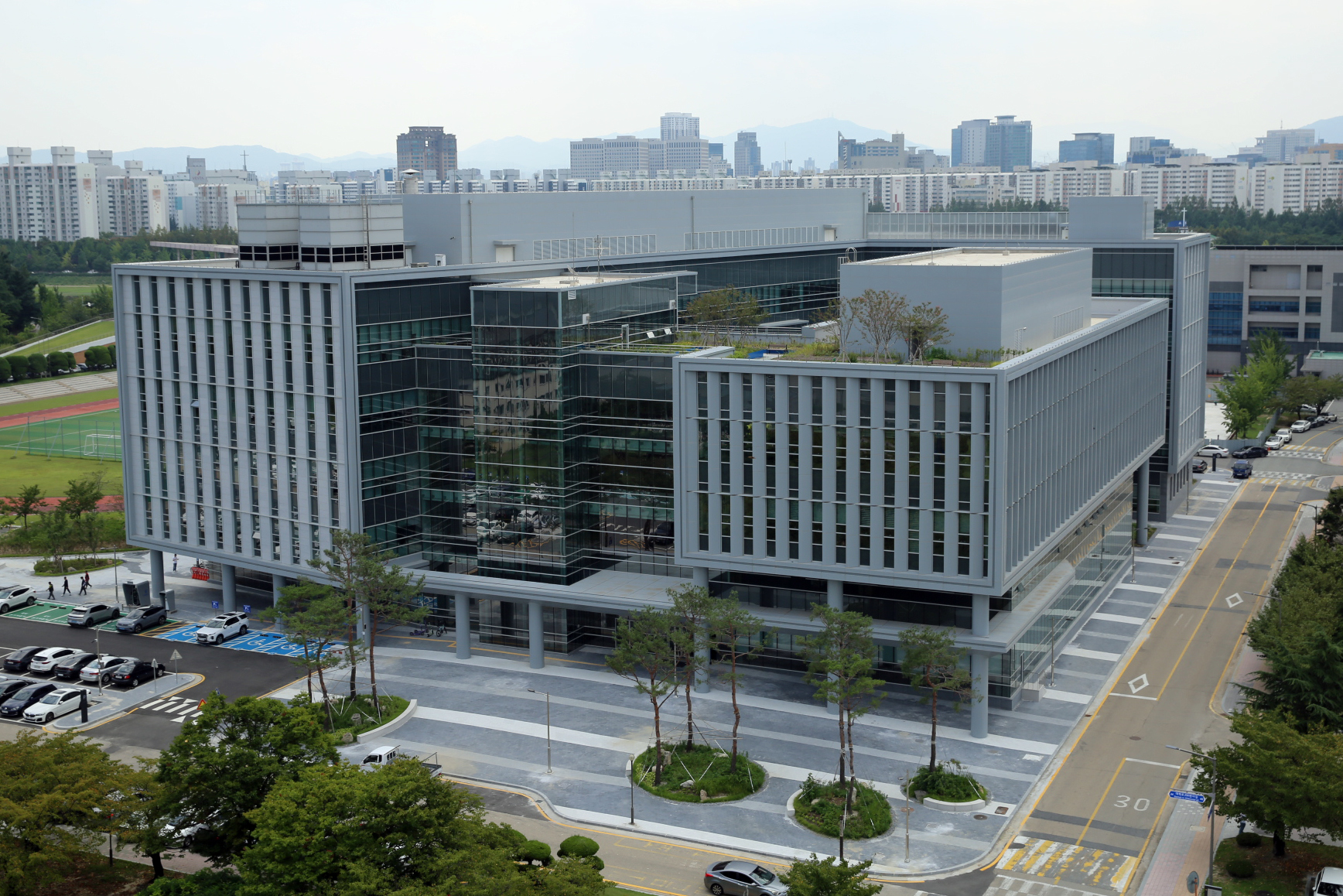
IBS–KAIST 캠퍼스

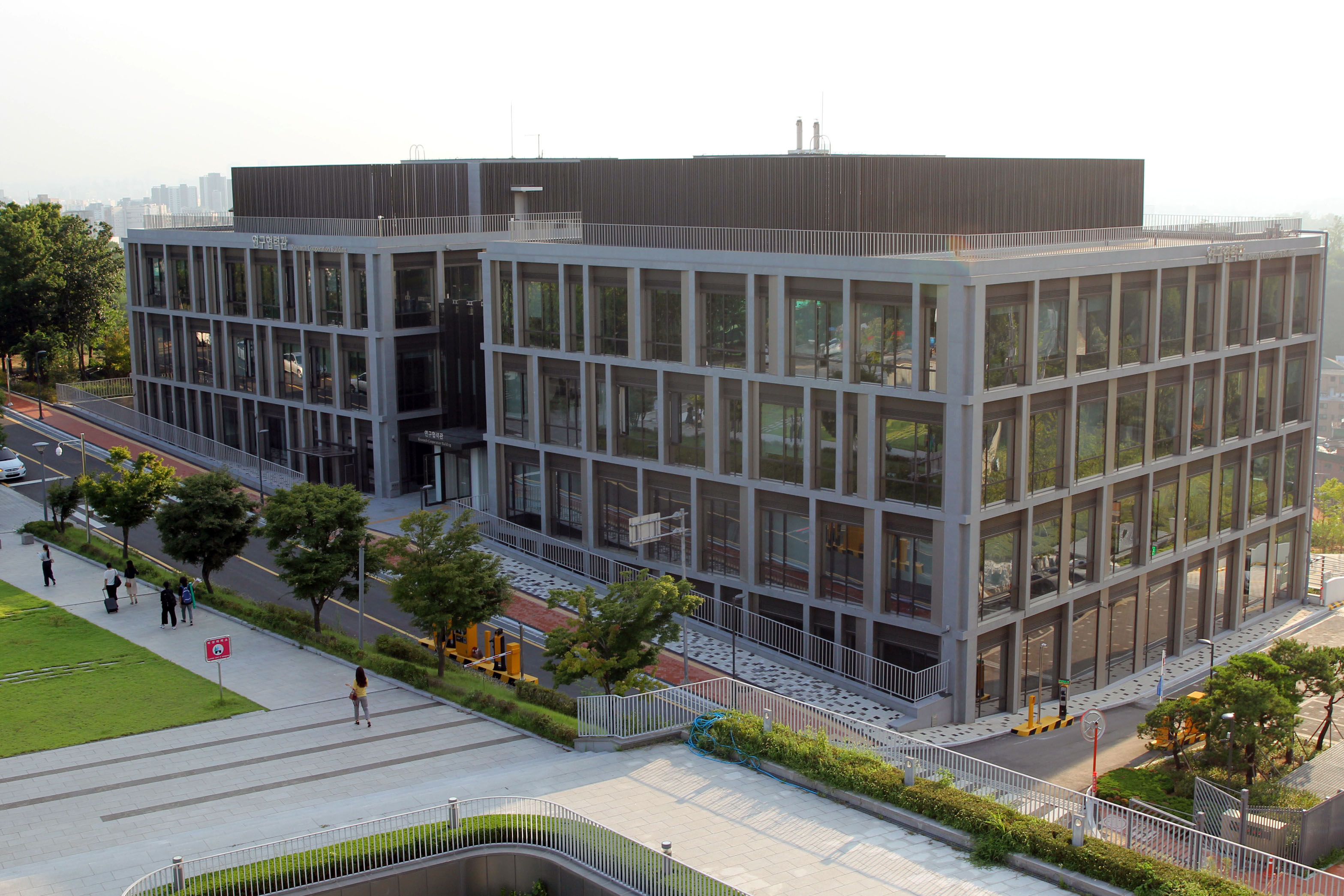
IBS–이화여대 연구협력관

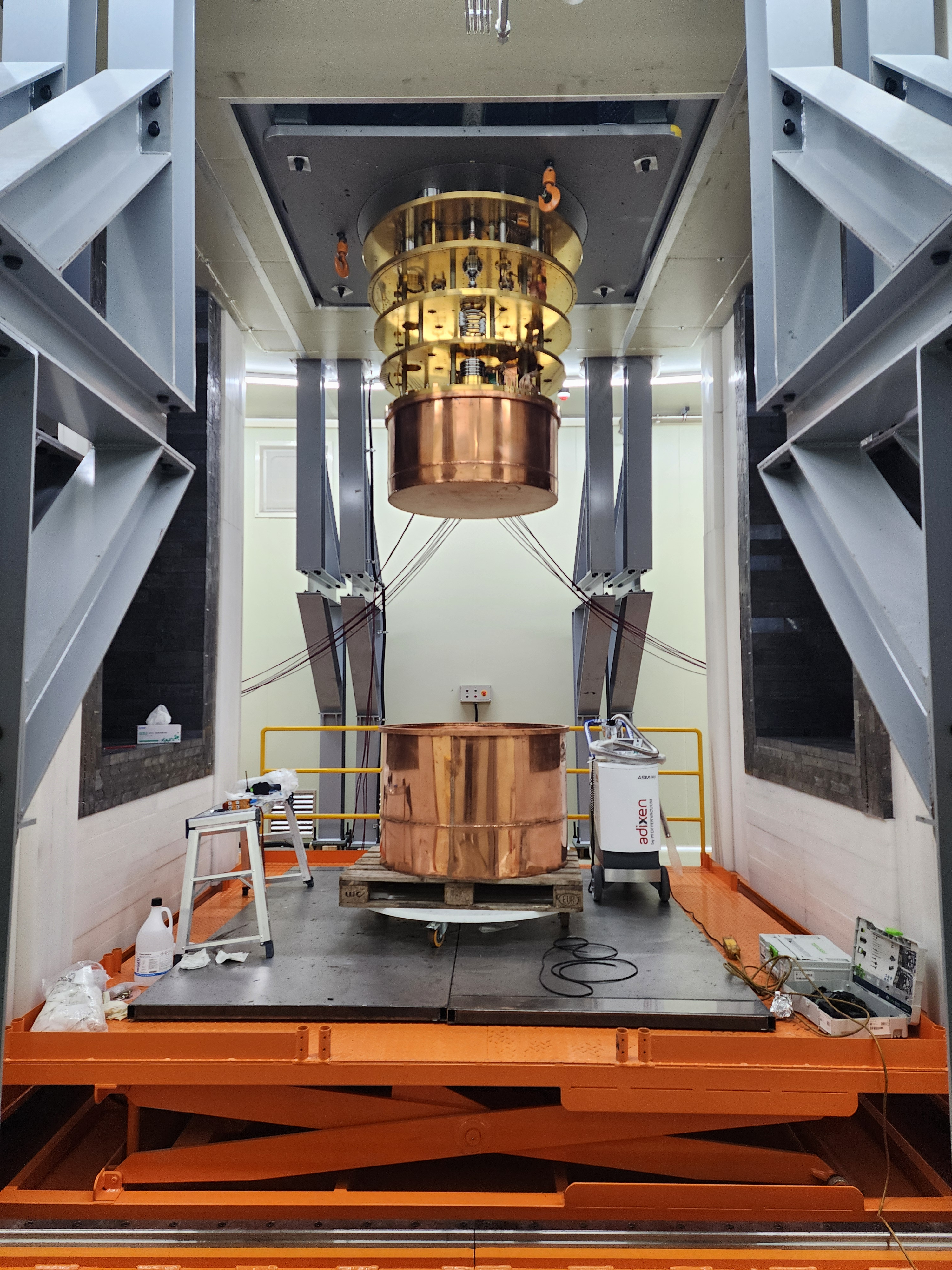
예미랩의 AMORE-II

2025년 3월 현재 운영 중인 기초과학연구원의 본원 연구단, 캠퍼스 연구단, 외부 연구단 목록은 아래와 같다(가나다순).
| 이름                                                                                           | 단장                                             | 도시, 대학교         | 연구분야     |
| ---------------------------------------------------------------------------------------------- | ------------------------------------------------ | -------------------- | ------------ |
| 강상관계 물질 연구단                                                                           | 노태원                                           | 서울, 서울대학교     | 물리학       |
| 기하학 수리물리 연구단                                                                         | 오용근                                           | 포항, 포항공과대학교 | 수학         |
| 기후물리 연구단                                                                                | 악셀 팀머만 (Axel Timmermann)                    | 부산, 부산대학교     | 지구과학     |
| 나노구조물리 연구단                                                                            | 이영희                                           | 수원, 성균관대학교   | 물리학       |
| 나노물질 및 화학반응 연구단                                                                    | 유룡                                             | 대전, 한국과학기술원 | 화학         |
| 나노의학 연구단                                                                                | 천진우                                           | 서울, 연세대학교     | 학제간 연구  |
| 나노입자 연구단                                                                                | 현택환                                           | 서울, 서울대학교     | 화학         |
| 뇌과학이미징 연구단 - 뇌공학 그룹                                                              | 김성기                                           | 수원, 성균관대학교   | 학제간 연구  |
| 뇌과학이미징 연구단 - 인지 및 계산 신경과학 그                                                 | 라우 하콴 (Lau Hakwan)                           | 수원, 성균관대학교   | 학제간 연구  |
| 다차원 탄소재료 연구단                                                                         | 로드니 루오프 (Rodney S. Ruoff)                  | 울산, 울산과학기술원 | 화학         |
| 복소기하학 연구단                                                                              | 황준묵                                           | 대전, 본원           | 수학         |
| 복잡계 이론물리 연구단                                                                         | 세르게이 플라크 (Sergej Flach)                   | 대전, 본원           | 물리학       |
| 복잡계 자기조립 연구단                                                                         | 김기문                                           | 포항, 포항공과대학교 | 화학         |
| 분자 분광학 및 동력학 연구단                                                                   | 조민행                                           | 서울, 고려대학교     | 화학         |
| 분자활성 촉매반응 연구단                                                                       | 장석복                                           | 대전, 한국과학기술원 | 화학         |
| 순수물리이론 연구단 - 입자이론 및 우주론 그룹                                                  | 최기운 (영어)                                    | 대전, 본원           | 물리학       |
| 순수물리이론 연구단 - 우주물리 및 중력이론 그룹                                                | 야마구치 마사히데 (山口昌英 [ヤマグチ マサヒデ]) | 대전, 본원           | 물리학       |
| 시냅스 뇌질환 연구단                                                                           | 김은준                                           | 대전, 한국과학기술원 | 생명 과학    |
| 신변종 바이러스 연구센터                                                                       | 최영기                                           | 대전, 한국과학기술원 | 생명 과학    |
| 액시온 및 극한상호작용 연구단 - 암흑물질 액시온 그룹                                           | 윤성우                                           | 대전, 한국과학기술원 | 물리학       |
| 양자나노과학 연구단                                                                            | 안드레아스 하인리히 (Andreas Heinrich)           | 서울, 이화여자대학교 | 물리학       |
| 양자변환 연구단                                                                                | 김유수                                           | 광주, 광주과학기술원 | 융합연구분야 |
| 원자제어 저차원 전자계 연구단                                                                  | 염한웅                                           | 포항, 포항공과대학교 | 물리학       |
| 유전체 교정 연구단                                                                             | 구본경                                           | 대전, 본원           | 학제간 연구  |
| 유전체 항상성 연구단 보관됨 2020-08-11 - 웨이백 머신                                           | 명경재                                           | 울산, 울산과학기술원 | 생명 과학    |
| 이차원 양자 헤테로구조체 연구단                                                                | 신현석                                           | 수원, 성균관대학교   | 융합연구분야 |
| 인공지능 및 로봇 기반 합성 연구단 보관됨 2018-03-27 - 웨이백 머신 (이전에 첨단연성물질 연구단) | 바르토슈 그쥐보프스키 (Bartosz Grzybowski)       | 울산, 울산과학기술원 | 학제간 연구  |
| 인지 및 사회성 연구단 - 인지 및 교세포과학 연구그룹                                            | 이창준                                           | 대전, 본원           | 생명 과학    |
| 인지 및 사회성 연구단 - 학습 및 기억 연구그룹                                                  | 강봉균                                           | 대전, 본원           | 생명 과학    |
| 에피 반데르발스 양자물질 연구단                                                                | 조문호                                           | 포항, 포항공과대학교 | 물리학       |
| 지하실험 연구단                                                                                | 김영덕                                           | 대전, 본원           | 물리학       |
| 첨단 반응동역학 연구단                                                                         | 이효철                                           | 대전, 한국과학기술원 | 화학         |
| 초강력 레이저과학 연구단                                                                       | 김경택                                           | 광주, 광주과학기술원 | 물리학       |
| 혈관 연구단                                                                                    | 고규영                                           | 대전, 한국과학기술원 | 생명 과학    |
| 희귀 핵 연구단                                                                                 | 한인식                                           | 대전, 본원           | 물리학       |
| RNA 연구단                                                                                     | 김빛내리                                         | 서울, 서울대학교     | 생명 과학    |

## PRC
PRC(Pioneer Research Center)는 본원 연구단의 일부로 연구단장이 아닌 5명 이내의 CI(Chief Investigators) 리더들이 운영한다. 2022년 8월 현재 운영 중인 PRC 목록은 아래와 같다. (가나다순)
| 이름                           | 그룹                   | CI                       | 연구분야    |
| ------------------------------ | ---------------------- | ------------------------ | ----------- |
| 기후 및 지구과학 연구단        | 행성대기 그룹          | 이연주                   | 지구과학    |
| 바이오분자 및 세포 구조 연구단 | 바이오분자 사회학 그룹 | 우재성                   | 학제간 연구 |
| 수리 및 계산 과학 연구단       | 극단조합및확률그룹     | 홍 리우 (Liu Hong, 刘鸿) | 수학        |
| 수리 및 계산 과학 연구단       | 이산 수학 그룹         | 엄상일                   | 수학        |
| 수리 및 계산 과학 연구단       | 의생명 수학 그룹       | 김재경                   | 수학        |

## 종료 연구단
| 이름                    | 단장                  | 도시, 대학교             | 연구분야  | 종료일      |
| ----------------------- | --------------------- | ------------------------ | --------- | ----------- |
| 면역 미생물 공생 연구단 | 찰스 서(Charles Surh) | 포항, 포항공과대학교     | 생명 과학 | 2019년 10월 |
| 식물 노화·수명 연구단   | 남홍길                | 대구, 대구경북과학기술원 | 생명 과학 | 2021년 8월  |
| 바이러스 면역 연구센터  | 신의철 (영어)         | 대전, 본원               | 생명 과학 |             |

## 한국바이러스기초연구소
기초과학연구원은 바이러스 기초원천 역량 확보로 국가 감염병 안보에 공헌하기 위해 ‘한국바이러스기초연구소’를 2021년 7월 1일(목)자로 출범시켰다. 연구센터장으로는 최영기 충북대의대 교수와 신의철 KAIST 의과학대학원 교수가 선임됐다. 초대 연구소장은 최영기 교수가 맡는다.
| 이름                     | 연구센터장 |
| ------------------------ | ---------- |
| 신변종 바이러스 연구센터 | 최영기     |

## 같이 보기
- 라온 (중이온가속기)
- 국가수리과학연구소